# Musée de la Bière A. Le Coq
Le musée de la bière A. Le Coq (en estonien : A. Le Coqi Õllemuuseum) est un musée situé dans les locaux de la brasserie A. Le Coq à Tartu en Estonie.

## Présentation
Le musée a été inauguré le 1er juillet 2003 dans la tour à malt de la brasserie, construite en 1898, conçue par Reinhold Guleke. 
En 2018, le musée de la bière a subi une rénovation en profondeur et en avril 2022, l'exposition permanente interactive Õllemaailm a été inaugurée dans le musée.
L'exposition raconte la fabrication de la bière dans le monde et en Estonie, de la culture de la bière de l'Égypte ancienne à nos jours.
L'histoire de la bière est décrite comme se déroulant dans un tunnel temporel, c'est-à-dire juxtaposée à des événements marquants du passé, où le visiteur peut voir et expérimenter l'évolution de la bière au fil du temps. 
De plus, le visiteur du musée peut voir, goûter et sentir les ingrédients de la bière et découvrir en détail toutes les étapes du processus de fabrication de la bière.

## Galerie

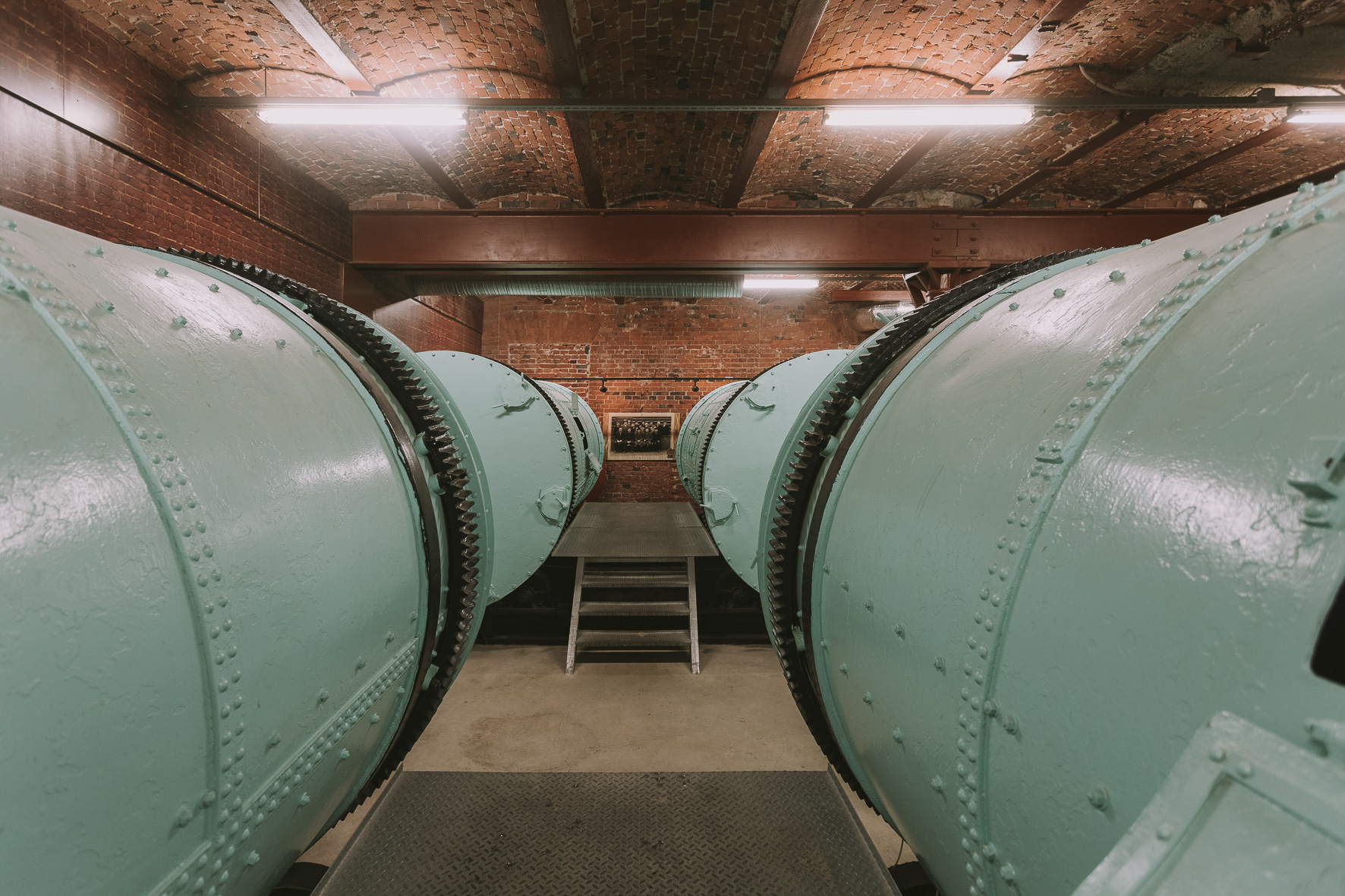
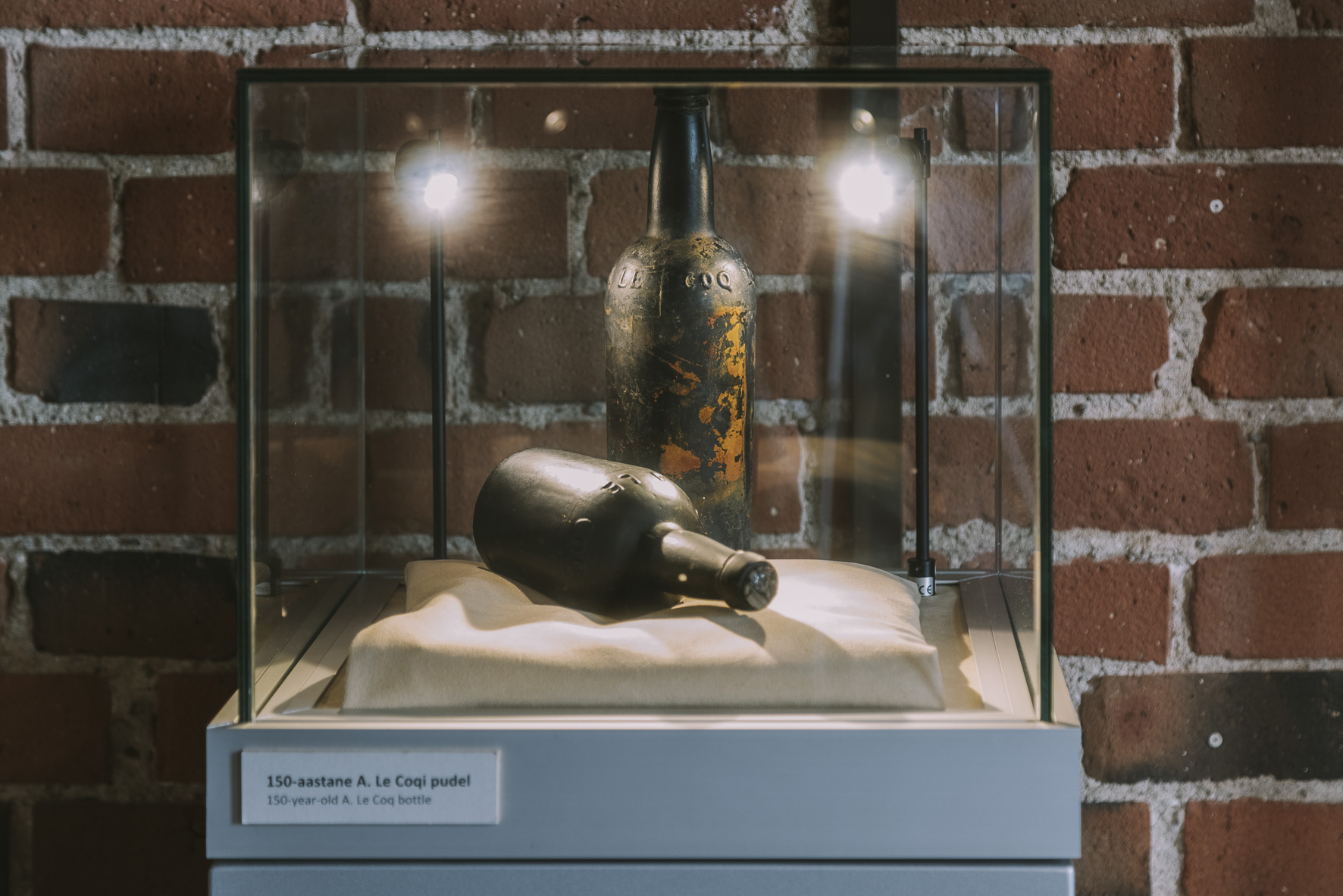
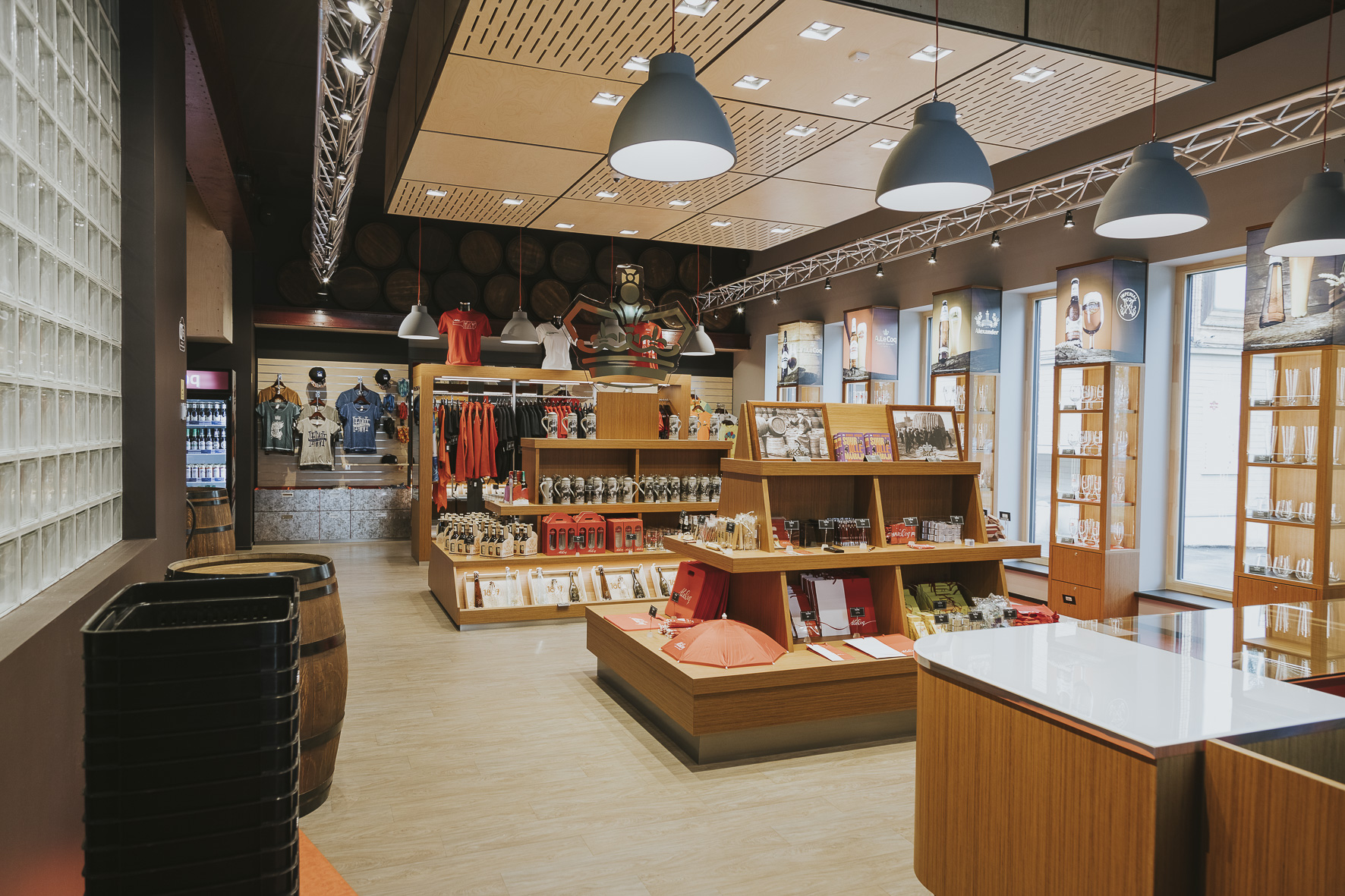
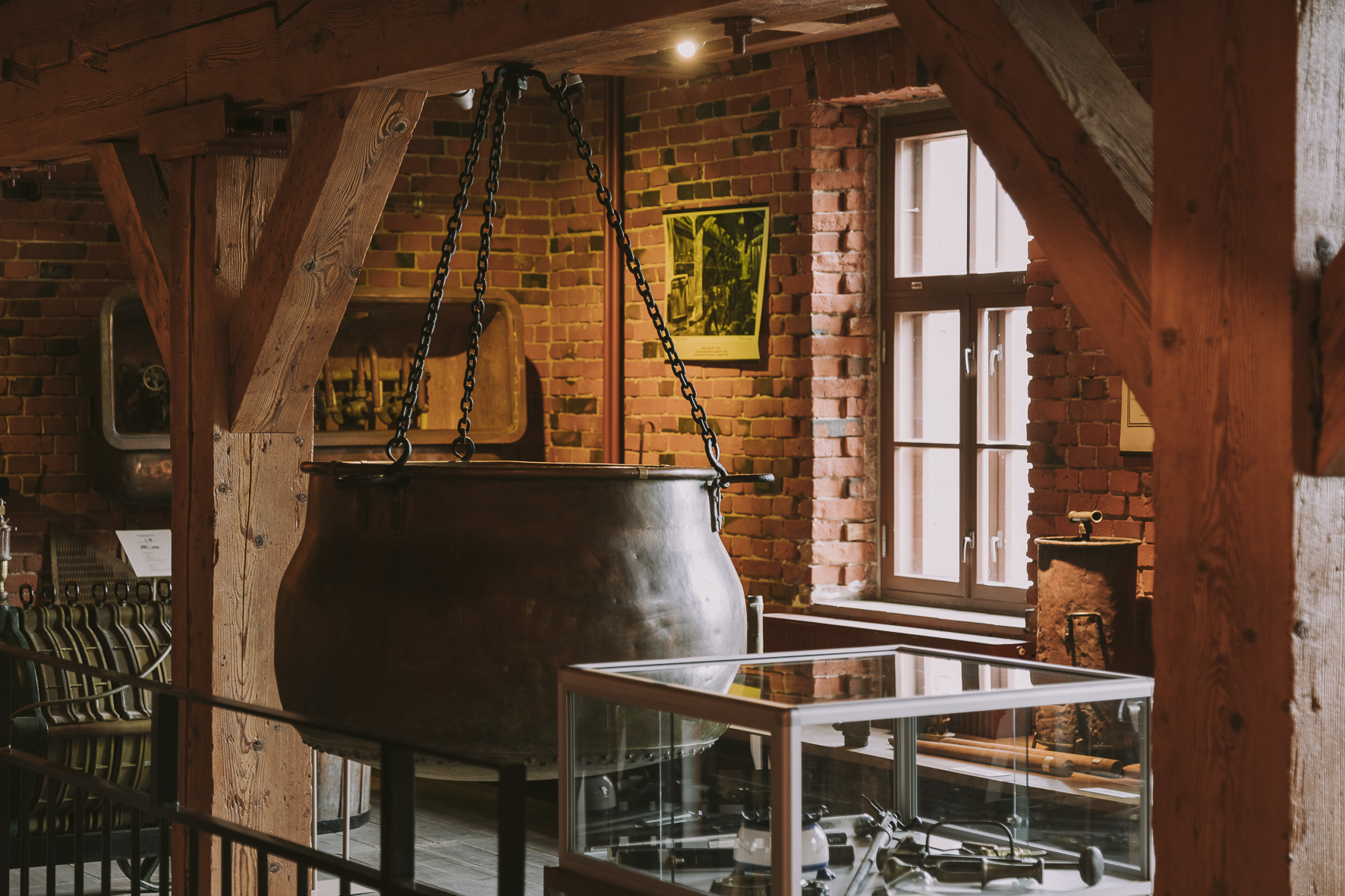
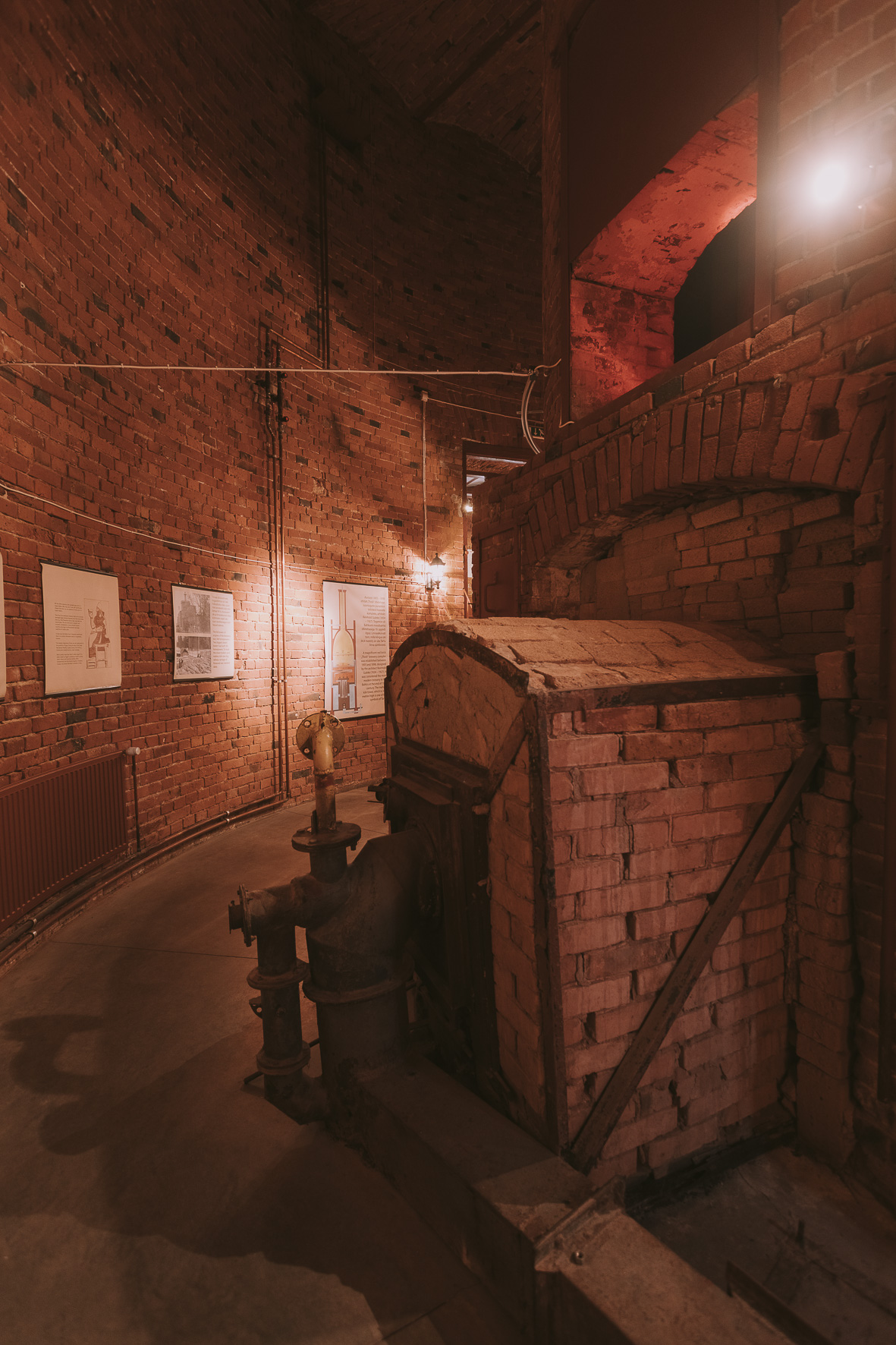